# Miraż

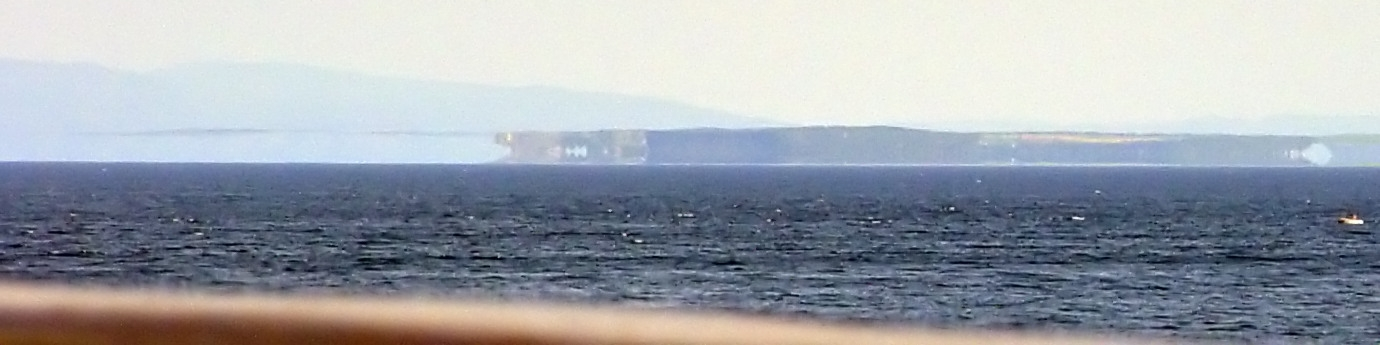
Fatamorgana na wybrzeżu Norwegii

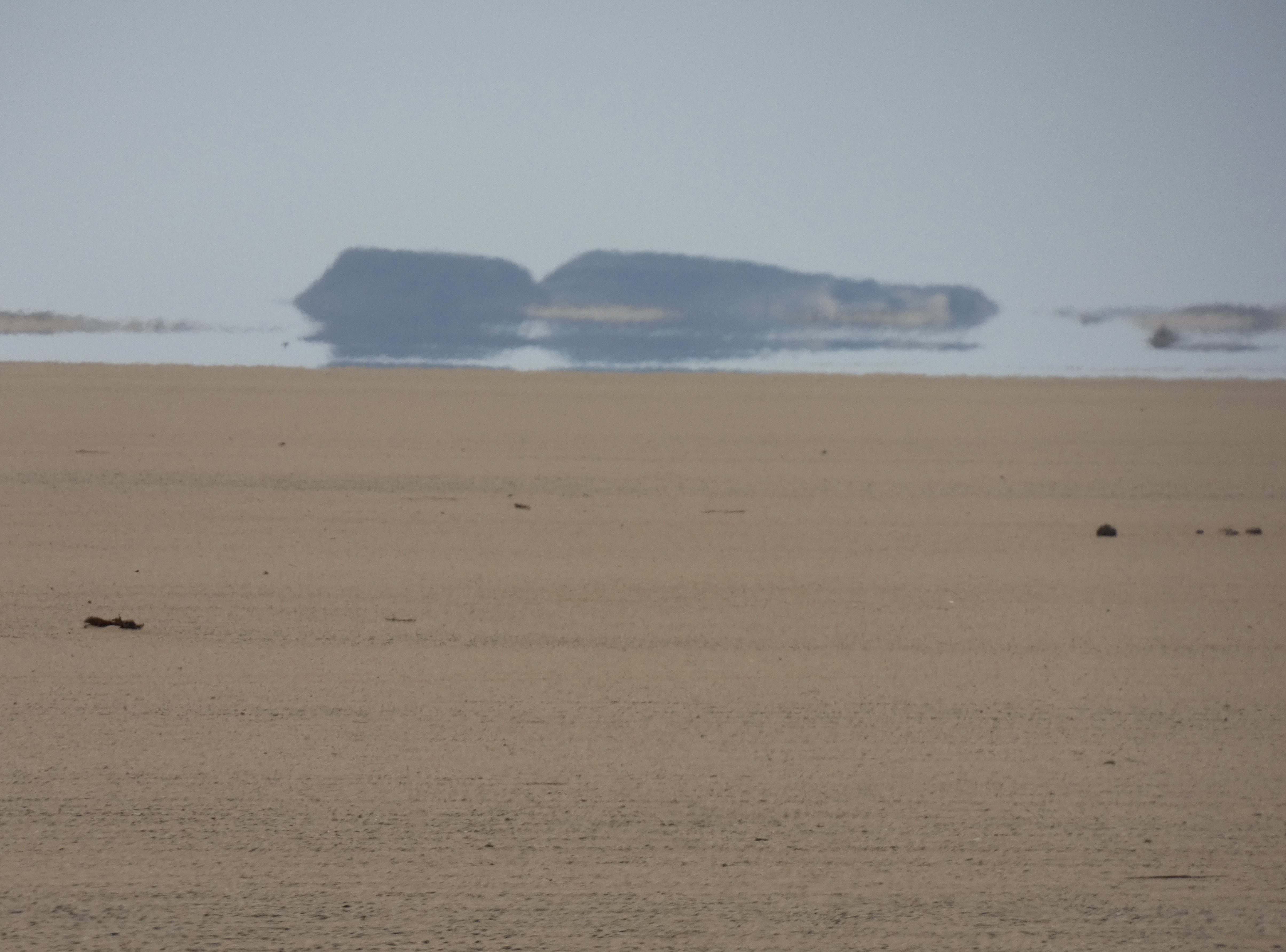
Miraż na pustyni w Egipcie

Miraż, fatamorgana – zjawisko powstania pozornego obrazu odległego przedmiotu w wyniku różnych współczynników załamania światła w warstwach powietrza o różnej temperaturze, a co za tym idzie, gęstości. Początkowo fatamorganą nazywano miraże pojawiające się w Cieśninie Mesyńskiej, gdzie są one najefektowniejsze. W Polsce pojawiają się na Pustyni Błędowskiej oraz na Wyżynie Śląskiej. Miraże dzielą się na 2 rodzaje – miraż dolny i górny.
Nazwa fatamorgana pochodzi od imienia czarodziejki Morgany Le Fay, której przypisywano zdolność wywoływania miraży.
 symbol przewidziany dla mirażu.

## Miraż dolny

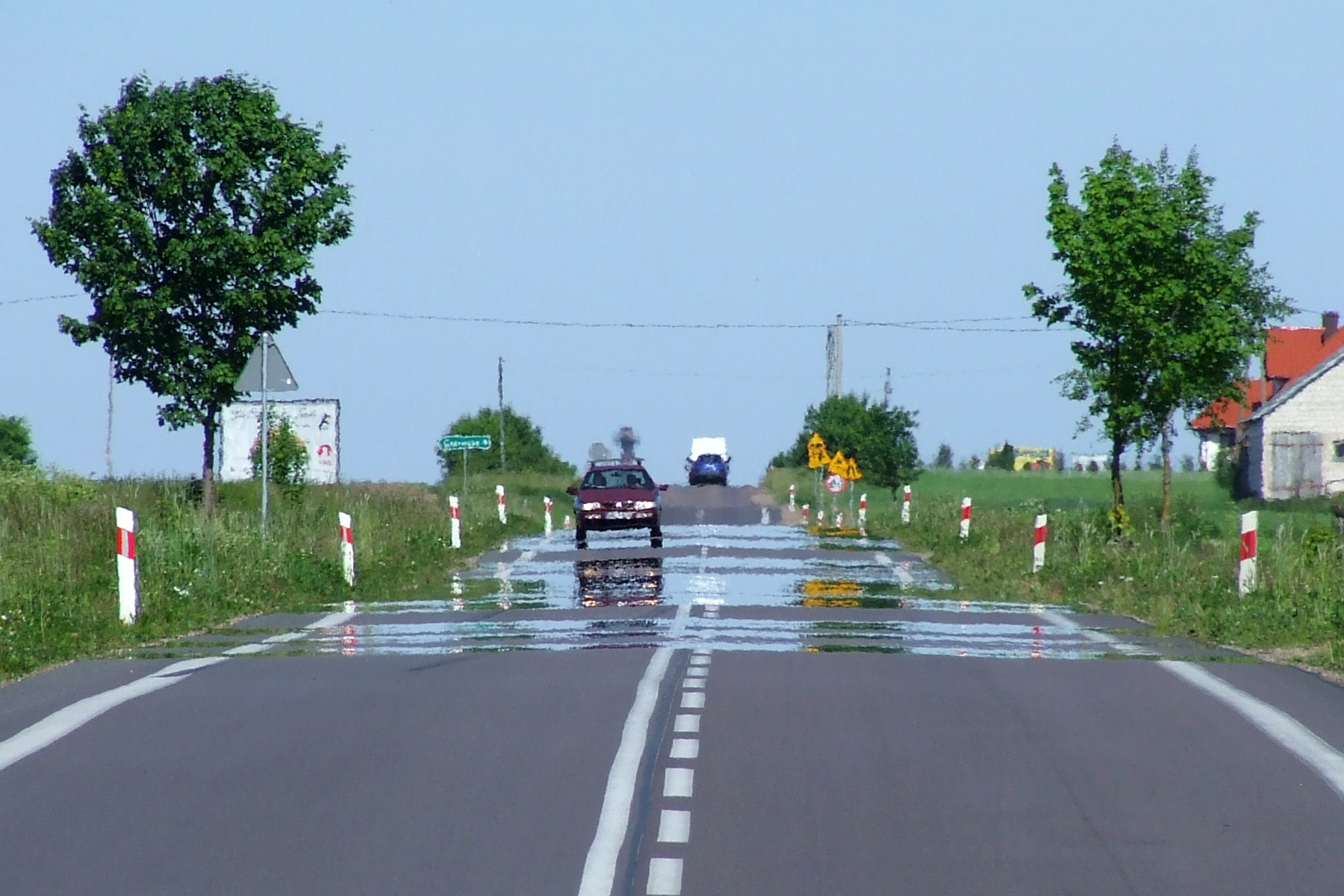
Miraż dolny obserwowany na drodze w stosunkowo chłodnym dniu – temperatura powietrza 19°C

Miraż dolny obserwuje się pod horyzontem. Decydującym czynnikiem warunkującym jego powstawanie jest dostatecznie silne nagrzanie dużej powierzchni podłoża (np. piasku na pustyni, asfaltowej szosy, ściany dużego budynku). Promienie świetlne są wówczas zakrzywiane w górę, ku chłodniejszemu, a więc gęstszemu powietrzu. Sytuacja taka ma na przykład miejsca na obszarach pustynnych, gdzie pod wieczór piasek oddaje swe ciepło, ogrzewając warstwę powietrza tuż nad swoją powierzchnią, podczas gdy wyższa warstwa jest już chłodna. Zakrzywione promienie docierają do oka obserwatora pozornie z innego kierunku, co wywołuje powstanie obrazu zwierciadlanego. Miraże dolne mogą być odwrócone lub proste. Podobnie powstaje miraż obserwowany na rozgrzanej drodze. Wygląda on jak kałuża wody, w której widać odbicie. Jest to efekt pozornych odbić dalekiego krajobrazu lub nieba.

## Miraż górny
Miraż górny to zjawisko załamania występujące wielokrotnie w kolejnych warstwach powietrza, powodujące, że światło rozchodzi się po linii krzywej. Jeżeli obserwator znajdzie się w miejscu, gdzie dochodzi światło odbite od statku, to na przedłużeniu promieni wpadających do jego oka zobaczy prosty obraz statku na tle nieba.